# Nowzād
Nowzād (persiska: نوزاد, Nam Zād, نم زاد) är en ort i Iran.   Den ligger i provinsen Kerman, i den sydöstra delen av landet, 900 km sydost om huvudstaden Teheran. Nowzād ligger 2 112 meter över havet och antalet invånare är 282.
Terrängen runt Nowzād är platt åt sydväst, men åt nordost är den kuperad. Terrängen runt Nowzād sluttar söderut.Runt Nowzād är det glesbefolkat, med 12 invånare per kvadratkilometer. Närmaste större samhälle är Bāft, 17,3 km nordväst om Nowzād. Omgivningarna runt Nowzād är i huvudsak ett öppet busklandskap.